# Электротехническая школа Мура
Электротехническая школа Мура или просто Школа Мура (другие варианты перевода названия: Институт Мура, Институт электротехники им.Мура) (англ. Moore School of Electrical Engineering) - научно-исследовательское учреждение при Пенсильванском университете. Школа была учреждена 4 июня 1923 года на пожертвования Альфреда Фитлера Мура (Alfred Fitler Moore).  Первым деканом школы стал Гарольд Пендер (Harold Pender).
Школа Мура является колыбелью компьютерной индустрии:
- Именно в её стенах в период с 1943 по 1946 годы был создан ENIAC - первый полный по Тьюрингу цифровой электронный компьютер общего назначения
- Здесь были выполнены работы по проектированию компьютера EDVAC - следующей машины, воплотившей идею хранимой в памяти программы, описанной Джоном фон Нейманом в работе Первый проект отчёта о EDVAC, созданной по результатам обсуждений, на которых он присутствовал в Школе Мура.
- Летом 1946 здесь были прочитаны первые компьютерные курсы для узкого круга специалистов США и Великобритании по вопросам создания и использования компьютеров, которые вошли в историю как "Лекции школы Мура"
- Работники Школы Джон Мокли и Преспер Экерт основали первую в истории компанию по производству компьютеров, которая создала первый коммерческий компьютер в США – UNIVAC I

Школа Мура входит теперь в состав Школы инженерии и прикладной науки Университета Пенсильвании. Она больше не является отдельным учебным заведением; однако трехэтажное здание Школы по-прежнему стоит и известно как Здание Школы Мура. Оно было построено в 1921 году компанией Erskin & Morris как двухэтажное здание, в 1926 его капитально отремонтировали под руководством архитектора Пола Крета (Paul Philippe Cret), а третий этаж был добавлен в 1940 году Альфредом Бендинером (Alfred Bendiner).

## Знаменитые сотрудники и выпускники
- Джон Мокли - с 1941 года сначала учился, а затем работал преподавателем в Школе Мура до 1946 года
- Артур Бёркс (en:Arthur Burks) - участник проекта ENIAC и один из создателей IAS-машины
- Джеффри Чуан Чу - участник проекта ENIAC, а также ранних компьютеров AVIDAC и ORACLE